# Schloss Frens

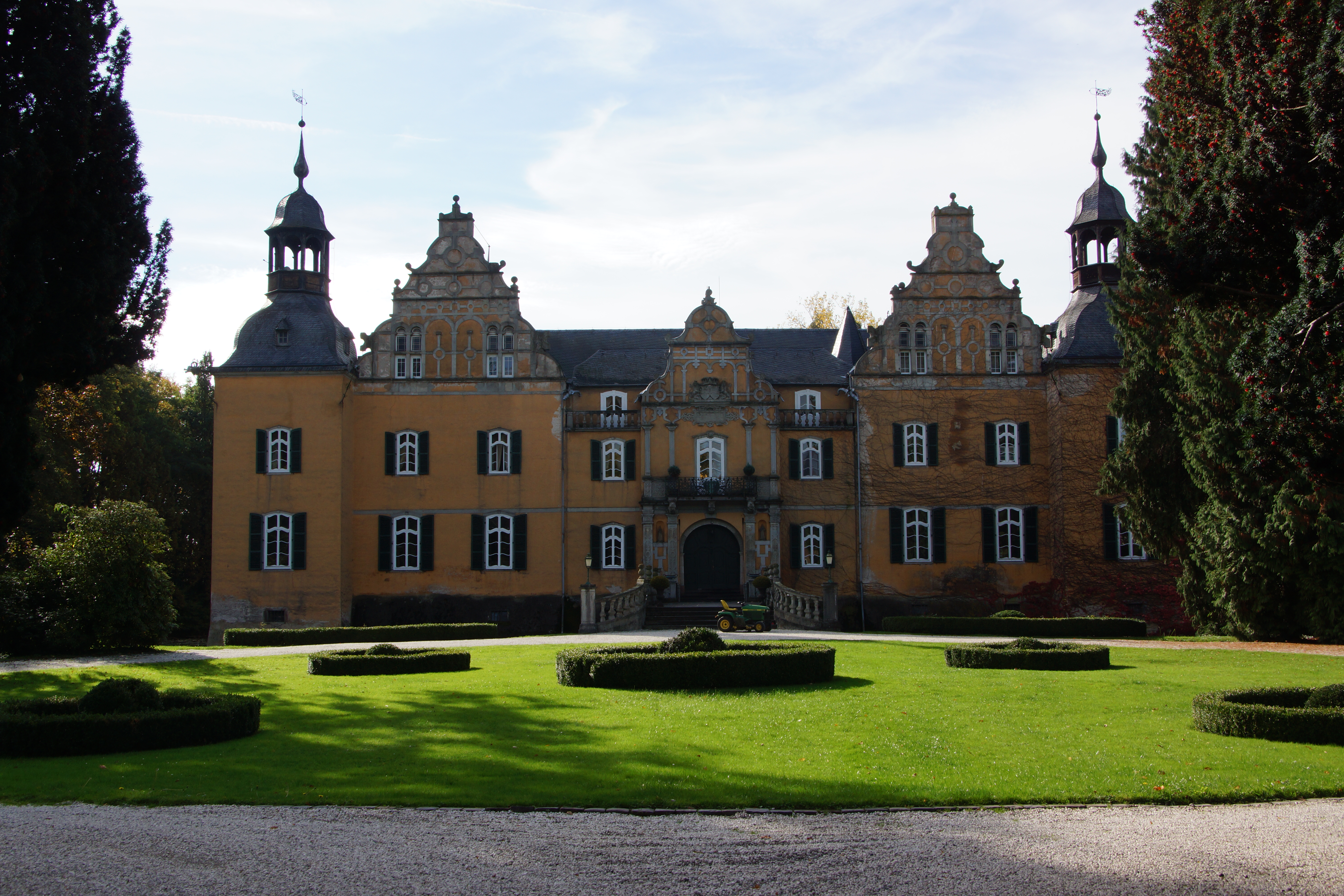
Schloss Frens

Schloss Frens (frühere Schreibweisen auch „Frenz“ oder „Frentz“, nicht zu verwechseln mit Burg Frenz bei Bergheim) ist ein Renaissance-Schloss im Stadtteil Quadrath Ichendorf der Stadt Bergheim im nordrhein-westfälischen Rhein-Erft-Kreis.

## Geschichte

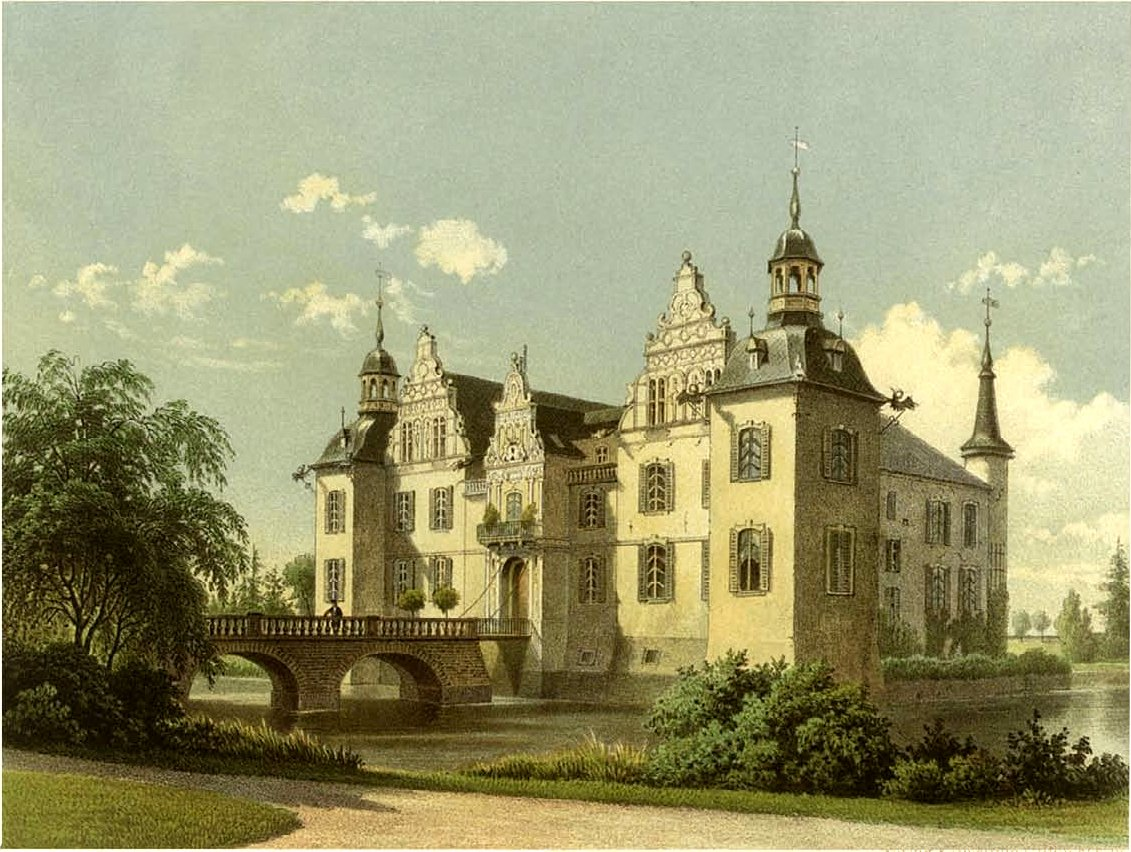
Schloss Frens um 1860, Sammlung Alexander Duncker

Als Stammsitz eines Geschlechts von Frens wird das „Castrum Vrenze“ schon 1263 genannt. Zu Beginn des 14. Jahrhunderts muss diese Familie wohl ausgestorben sein, denn die Burg kam in den Besitz der Grafen von Virneburg. 1347 verkaufte Ruprecht von Virneburg das Haus an seinen Stiefsohn Ritter Rutger von Raitz, dessen Familie sich nach dem Erwerb der Burg fortan nach ihrem Besitz Raitz von Frentz nannte. Nahezu 400 Jahre blieb die Burg im Besitz dieser Familie.
Während des 14. und 15. Jahrhunderts war die Hauptburg wohl eine zweiflügelige Winkelanlage, deren Hof von Wehrmauern abgeschlossen wurde. Nach der Heirat Henricas von Willich mit Adolf Raitz von Frentz 1560 erweiterte dieser die Burg zu einer Rechteckanlage um einen Innenhof und schloss an der Eingangsfront den nördlichen Flügel mit einem Renaissancegiebel ab. Seine Erben setzten die Umbaumaßnahmen fort und fügten nacheinander den westlichen und den mittleren Ziergiebel hinzu. Das Schloss erhielt so ein Aussehen im Stil der niederländischen Renaissance, das noch heute den Gesamteindruck bestimmt. Um die Schaufassade symmetrisch zu gliedern, wurde dem schmaleren Südflügel eine breitere, teilweise frei im Graben stehende Fassade vorgesetzt. Nach 1690 fügte schließlich Franz Karl Reichsfreiherr Raitz von Frentz die starken Ecktürme hinzu und brachte damit die bauliche Entwicklung der Burg zu einer geschlossenen, symmetrischen Anlage zum Abschluss.
Durch Heirat der Maria Anna Ludowica Freiin Raitz von Frentz mit dem Freiherrn Dominicus Beissel von Gymnich im Jahr 1772 gelangte das Schloss an die Familie des Ehemannes. Unter dem Grafen Franz Hugo Beissel von Gymnich erfolgten dann 1838 bis 1850 umfassende bauliche Veränderungen. Die Innenräume wurden neu ausgestattet und die Vorburg vollkommen neu errichtet. Damit erhielt Schloss Frens sein heutiges Aussehen. Infolge Heirat von Olga Gräfin Beissel von Gymnich mit Lupold Baron von Abercron kam das Schloss Anfang des 20. Jahrhunderts in den Besitz der Herren von Abercron. Schloss Frens ist auch heute noch im Besitz dieser Familie und wird privat bewohnt.

## Architektur

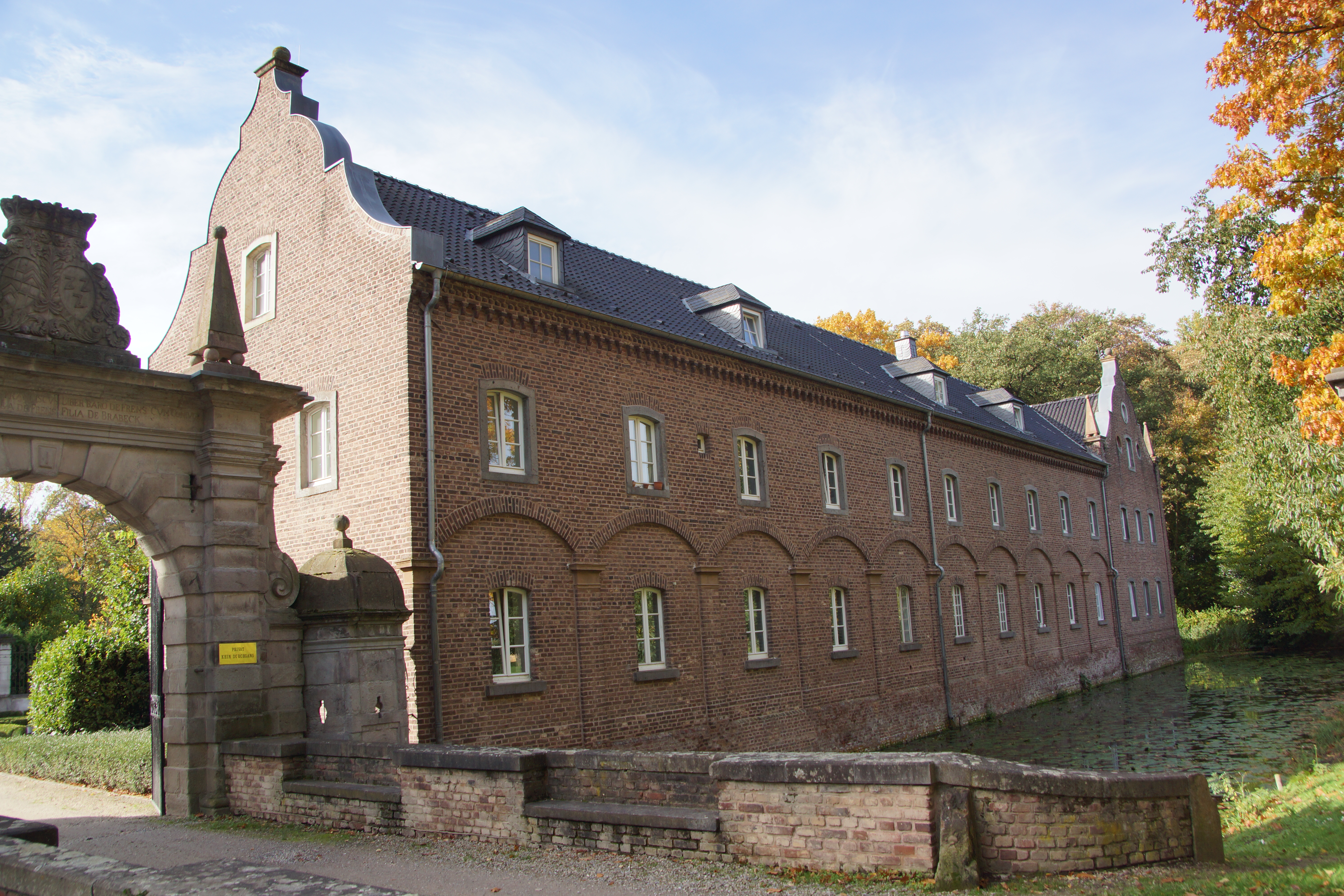
Schloss Frens, Vorburg

Die Anlage ist ein typisches Beispiel reicher niederländischer Renaissance-Baukunst. Harald Herzog rechnet Schloss Frens zur Kategorie des „Eigendenkmals“.
Die Räume der hufeisenförmigen Vorburg wurden zu Eigentumswohnungen umgestaltet.